# Bysjön (Orsa socken, Dalarna)
Bysjön är en sjö i Orsa kommun i Dalarna och ingår i Dalälvens huvudavrinningsområde. Sjöns area är 0,168 kvadratkilometer och den är belägen 285 meter över havet.